# Villa di Orazio
La Villa di Quinto Orazio Flacco si trova a Licenza in Provincia di Roma. Nel 2016 l'area archeologica ha fatto registrare 1 152 visitatori. L'ingresso è gratuito.
Un'altra villa attribuita a Orazio si trova a Vacone, in  Provincia di Rieti.

## Storia
Tra il 33 ed il 32 a.C. Quinto Orazio Flacco, il famoso poeta latino, si vide regalare, da parte di Mecenate, suo celebre amico, patrocinatore di artisti e letterati, una villa sontuosa nella Bassa Sabina.
Orazio, nel periodo che visse in questa villa, descrisse nelle sue opere la bellezza della natura circostante .
Nel Rinascimento si aprirono dibattiti e discussioni sul probabile luogo ove si poteva trovare la villa di Orazio. Successivamente il ritrovamento di mosaici e vestigia di mura affioranti in una ridente collina nei pressi di Licenza fece concentrare le attenzioni in questo luogo. La presenza nei pressi di una cascata, la stessa che forse al poeta richiamava il Fons Bandusiae di Venosa, ha comportato la conferma del ritrovamento.
Scavi archeologici iniziati nel 1911, e ripresi nel 1915 hanno fatto emergere i reperti visibili tuttora. Nel 1997-2001 sono ripresi nuovi scavi, tuttora in corso.
A Vacone ugualmente si trova una villa che è stata attribuita ad Orazio. Solo da questa posizione - e non da Licenza - è possibile vedere il monte Soratte come descritto nell’ode I.9

## Struttura della villa
L'edificio sorge su di un'area di 40 ettari, tra Mandela e Vicovaro, e di essa facevano parte anche un bosco, frutteti, oliveti e terreno per il pascolo.
L'abitazione era a un solo piano, con le stanze disposte intorno all'atrio. Alcune di esse presentano una pavimentazione musiva con motivi geometrici in bianco e nero. 

Un grande quadriportico rettangolare con un giardino centrale, analogo a quello della Villa dei Papiri di Ercolano, costituiva l'elemento caratterizzante di questa villa.
Alla fine del I sec. d. C. la villa venne completamente ristrutturata, con la realizzazione di un peristilio aperto sul panorama dei monti Lucretili e la trasformazione del piccolo balneum di cui era dotata in un vero e proprio impianto termale.